# Distrito de Namur
El distrito de Namur (en francés, Arrondissement de Namur) es uno de los tres distritos administrativos de la Provincia de Namur, Bélgica. Posee la doble condición de distrito administrativo y judicial. 

## Lista de municipios
- Andenne
- Assesse
- Éghezée
- Fernelmont
- Floreffe
- Fosses-la-Ville
- Gembloux
- Gesves
- Jemeppe-sur-Sambre
- La Bruyère
- Mettet
- Namur
- Ohey
- Profondeville
- Sambreville
- Sombreffe

- Datos: Q93782